# Арфеј Шатен
Арфеј Шатен (фр. Arfeuille-Châtain) насеље је и општина у централној Француској у региону Лимузен, у департману Крез која припада префектури Обисон.
По подацима из 2011. године у општини је живело 200 становника, а густина насељености је износила 9,76 становника/km². Општина се простире на површини од 20,5 km². Налази се на средњој надморској висини од 510 метара (максималној 690 m, а минималној 493 m).

## Демографија
| 1962. | 1968. | 1975. | 1982. | 1990. | 1999. | 2011. |
| ----- | ----- | ----- | ----- | ----- | ----- | ----- |
| 258   | 319   | 246   | 190   | 167   | 168   | 200   |

График промене броја становника у току последњих година